# Трьохсвятське (Калузька область)
Трьохсвятське (рос. Трёхсвятское) — присілок в Малоярославецькому районі Калузької області Російської Федерації.
Населення становить 23 особи. Входить до складу муніципального утворення Село Спас-Загор'я.

## Історія
Від 2004 року входить до складу муніципального утворення Село Спас-Загор'я.

## Населення
| 2002 | 2010 |
| ---- | ---- |
| 33   | ↘23  |